# Amtsgericht Niederaula
Das Amtsgericht Niederaula (bis 1867 Justizamt Niederaula) war ein von 1832 bis 1945, als Zweigstelle bis 1968 bestehendes Gericht der ordentlichen Gerichtsbarkeit mit Sitz in Niederaula.

## Geschichte
Mit Wirkung vom 15. Januar 1832 wurde aus den bis dahin zum Landgerichtsbezirk Hersfeld gehörenden Gemeinden Niederaula, Allendorf, Asbach, Beiershausen, Frielingen, Gersdorf, Gershausen, Goßmannsrode, Hattenbach, Heddersdorf, Holzheim, Kemmerode, Kerspenhausen, Kirchheim, Kleba, Kruspis, Mengshausen, Niederjossa, Oberstoppel, Reckerode, Reimboldshausen, Rotterterode, Solms, Stärklos, Unterstoppel und Willingshain ein neues Justizamt unter der Bezeichnung Justizamt Niederaula gebildet.
Nach der Annektierung Kurhessens durch das Königreich Preußen im Deutschen Krieg 1866 erging im Juni 1867 eine königliche Verordnung, die die Gerichtsverfassung im vormaligen Kurfürstentum Hessen und den vormals zum Königreich Bayern zählenden Gebietsteilen neu ordnete. Die bisherigen Gerichtsbehörden wurden am 1. September 1867 aufgehoben und durch Amtsgerichte in erster, Kreisgerichte in zweiter und ein Appellationsgericht in dritter Instanz ersetzt. Infolgedessen wurde das bisherige Justizamt Niederaula in ein Amtsgericht umgewandelt und dem Bezirk des Kreisgerichts Rotenburg zugeteilt. Aufgrund des Gerichtsverfassungsgesetzes kam es mit Wirkung vom 1. Oktober 1879 zum Wechsel in den Bezirk des neu errichteten Landgerichts Kassel, der Bezirk des Amtsgerichts Niederaula selbst blieb jedoch unverändert. Am 1. April 1881 mussten die beiden Gemeinden Oberstoppel und Unterstoppel an den Amtsgerichtsbezirk Burghaun abgegeben werden.
In Folge der Weltwirtschaftskrise wurden 60 Amtsgerichte auf Grund von Sparverordnungen aufgehoben. Mit der Verordnung über die Aufhebung von Amtsgerichten vom 30. Juli 1932 wurde das Amtsgericht Niederaula am 30. September 1932 aufgehoben und sein Sprengel zwischen dem Amtsgericht Bad Hersfeld und dem Amtsgericht Oberaula aufgeteilt. Am 1. Oktober 1933 wurde das Amtsgericht Niederaula als Zweigstelle des Amtsgerichtes Oberaula neu eingerichtet. Im Jahre 1945 wurde das Amtsgericht Niederaula zur Zweigstelle des Amtsgerichts Bad Hersfeld. Am 1. Juli 1968 wurde diese Zweigstelle dann aufgehoben.

## Das Gerichtsgebäude

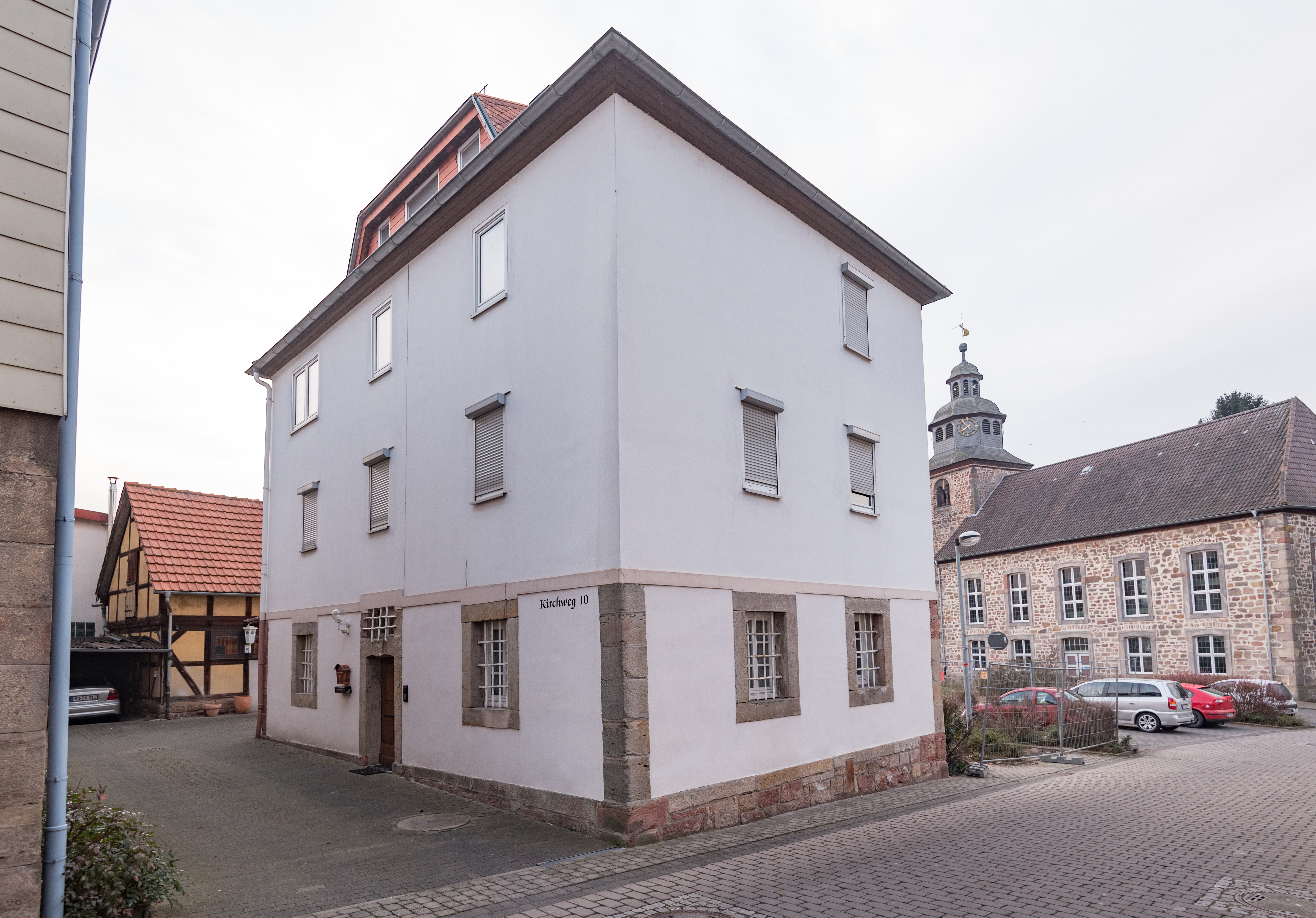
Kirchweg 10

Der Amtshof des Hersfelder Stiftes in Niederaula war eine repräsentative Anlage mit heutiger Adresse Hauptstraße 13–17. Das 1534 errichtete Hauptgebäude bestand aus zwei Fachwerkgeschossen über einem massiven Untergeschoss. Es steht als Kulturdenkmal unter Denkmalschutz. Die benachbarte 1584 erbaute Renterei diente als Sitz des Justizamtes bzw. des Amtsgerichtes. In den Jahren bis 1980 erfolgte eine Sanierung der Anlage. In diesem Zusammenhang wurde das ehemalige Amtsgerichtsgebäude abgerissen. Auf dem Gelände wurde stattdessen die Filiale der Sparkasse Bad Hersfeld-Rotenburg erbaut.
Ebenfalls vom Amtsgericht genutzt wurde das Gebäude Kirchweg 10 in dem sich auch das Gefängnis befand. Auch dieses steht unter Denkmalschutz.